# Peter Artedi
Peter Artedi o Petrus Arctaedius (22 de febrer de 1705 – 27 de setembre de 1735) va ser un naturalista suec i considerat el “pare de la ictiologia”.
Artedi nasqué a Anundsjö a la província sueca de Ångermanland. Amb la intenció de fer-se clergue, estudià teologia a la Universitat d’Uppsala. però es va dedicar a la medicina i la història natural, especialment als peixos. El 1728 el seu paisà Carl von Linné arribà a Uppsala, i es van fer amics. El 1732 els dos deixaren Uppsala, Artedi cap a Anglaterra, i Linné cap a la Lapònia de Suècia. Abans de marxar tots dos es llegaren recíprocament els seus manuscrits per si de cas morien..
Artedi es va ofegar per accident a Amsterdam, on estava catalogant les col·leccions d'Albertus Seba, un acabalat neerlandès que havia format un gran museu. Segons el llegat els manuscrits d’Artedi passaren a mans de Linné i ell va fer publicar l’obra d’Artedi: Bibliotheca Ichthyologica i Philosophia Ichthyologica, junt amb una biografia d’Artedi. Es van publicar a Leiden el 1738 sota el títol: "Ichthyologia sive opera omnia de piscibus ...".
Artedi va ser enterrat en una tomba, sense inscripcions, pels pobres a l'església de Sant Antoni d’Amsterdam el 2 d’octubre de 1735.
Un epitafi, escrit en llatí per Anders Celsius, i traduït a l’anglès per George Shaw, figura en el llibre de Linné "Ichthyologia":
Aquí descansa el pobre Artedi, en terra estrangera
Ni un home ni un peix, però alguna cosa entremig,
No un home, per la seva vida passada entre peixos,
No un peix, però al final morí per l’aigua.
Una pedra commemorativa per Peter Artedi va ser erigida al zoològic d’Amsterdam el 28 de juny de 1905; té inscripcions en llatí. Altres pedres commemoratives es troben a Anundsjö i Nordmaling a Suècia.
Linné va donar el nom d’Artedia (Apiaceae), a un gènere monotípic de plantes de l'est de la conca del Mediterrani en honor del seu amic Artedi.